# Norton (banda)
Norton é uma banda portuguesa formada em Castelo Branco. Com três álbuns editados também no Japão, a banda conta com cinco registos de originais e dois álbuns de remisturas, destacando-se as suas digressões pela Europa e pelo Japão.

## História
Os Norton formaram-se em 2002 na cidade de Castelo Branco.
Como contaram numa entrevista ao jornal Inside, em Novembro 2005, os Norton surgiriam da agregação de duas bandas (Alien Picnic e Oscillating Fan). Do total saíram duas pessoas e criou-se a formação de cinco elementos no final de meio ano de trabalho.
O grupo começou a ensaiar em Maio, e em Dezembro de 2002, decidiram partir para a gravação do seu primeiro E.P.
Em 2003 lançam o E.P. Make Me Sound  pelas editoras Bor Land e Skud & Smarty Records. Este EP contém três temas ("Blue Song", "Summer Beat" e "You Make Me Sound") e uma faixa de vídeo com "Blue Song".
O tema "Blue Song" faz parte da compilação "007" editada pela Bor Land.

### Pictures From Our Thoughts(2004)
Em 2004 lançam o álbum de estreia Pictures From Our Thoughts com chancela da Bor Land e Skud & Smarty Records. 
Com a produção de Paulo Miranda, este trabalho foi gravado em Castelo Branco e contou com participações, por exemplo, de Rita Redshoes, Leonel Sousa (Alla Polacca) ou Ricardo Coelho (Loto).
Pouco depois da saída deste álbum faleceu o guitarrista Carlos Nunes. Isto levou a uma paragem e a repensar o futuro da banda, como afirmaram numa entrevista ao jornal Inside, em Novembro 2005,  "foi um choque tremendo para todos nós e as coisas obviamente pararam pois não tínhamos quer física quer psicologicamente meios para continuar com o que quer que fosse..." e que "antes de perdermos um elemento da banda perdemos um grande amigo que infelizmente nos deixou...". A banda continuaria com 4 elementos, "todos amigos de infância".
De Pictures From Our Thoughts, o tema e o teledisco de "Swirling Sound", entraram na compilação Super Castelo Branco, lançada em fevereiro de 2005,  que reuniu exclusivamente novas bandas musicais do distrito de Castelo Branco. "Swirling Sound" faria ainda parte da compilação Novo Rock Português, lançada em 2007 pela Chiado Records e pela Farol Música e "Chocolate" integra a compilação "Can Take You Anywhere You Want", editada pela Bor Land.
Em 2005, os Norton convidam vários artistas nacionais para remisturarem temas do disco de estreia. O resultado é Frames > Remixes & Versions que conta com remisturas de nomes como o de Nuno Gonçalves (The Gift), dos Loto, de Noise Reduction (aliás Rui Maia dos X-Wife) ou de Kubik. O disco mostra ainda quatro canções em acústico, gravadas para a rubrica "3 Pistas" da rádio nacional Antena 3. Entre eles encontra-se uma versão de "Sunday Morning", dos Velvet Underground.
Em Outubro de 2005 os Norton participam no Festival Internacional de Cinema Jovem (IMAGO 2005) com uma reinterpretação ao vivo, no Casino Fundanense (Fundão), de temas de artistas indie (My Bloody Valentine, Sonic Youth, etc.) integrados nas bandas sonoras de vários filmes.

### Kersche(2007)
Em Março de 2007 os Norton lançam o segundo disco de originais, Kersche. O álbum foi masterizado por Emily Lazar, nos The Lodge Studios em Nova Iorque. Antecipando a edição, a banda disponibilizou na plataforma Myspace dois temas - o single "Cinnamon & Wine" e "(Your) Balcony", que teve a participação de Nuno Gonçalves (The Gift).
No ano seguinte o álbum seria editado no Japão, pela Say Hello To Never Recordings, que incluiria como extras três remisturas inéditas de Roger O'Donnell (The Cure), dos Jaguar (Portugal) e dos Leander (Alemanha).
Em Janeiro de 2008 saiu Kersche Remixed, disco em formato digital editado pela Aerotone, em que músicos de várias partes do mundo remisturam temas partindo dos portugueses Loto e chegando a nomes como FM Belfast (Islândia), Muxu (Malásia), Corwood Manual (Alemanha) ou Cars & Trains (Estados Unidos da América).
Em Fevereiro de 2009 lançam uma versão do hit dos anos 1980 "Pump Up the Jam", dos Technotronic.
Em Dezembro do mesmo ano fazem a primeira digressão europeia que os leva até Espanha, Alemanha, Holanda, Luxemburgo e França, com a banda a realizar mais concertos em Espanha do que em Portugal. A banda gravou um espectáculo ao vivo para os miticos "Los Conciertos de Radio 3" para a televisão pública espanhola TVE2.
Entretanto entrou para a formação o guitarrista Manuel Simões. Músico das Caldas da Rainha que teve como primeira banda os Plasticine, aos 14 anos, e esteve ligado ao também caldense Gomo.
No início de 2010, o vocalista Alexandre Rodrigues saiu da banda e as vozes principais passaram a ser assumidas pelo guitarrista Pedro Afonso.
Ainda em 2010 os Norton editam "Make It Last", um tema inédito escrito para o filme português Um Funeral à Chuva, do realizador Telmo Martins.

### Layers of Love United(2011)
Em Março de 2011 sai o terceiro disco, Layers of Love United, pela  Skud & Smarty Records, já com Pedro Afonso como vocalista. O trabalho inclui temas como "Two Points", "Coastline" e "Glowing Suite".
A versão japonesa do álbum é editada em Junho e traz três temas exclusivos em acústico ao vivo: "Coastline" , "Into The Lights" e a versão de "Paris" dos britânicos "Friendly Fires".
Em 2012, Layers of Love United recebe uma edição limitada e numerada em vinil branco que também inclui como bónus uma versão de "Paris"  e o tema "Into The Lights" integraria a compilação Indiegente 15 Anos.
Neste ano lançam o EP Live Acoustic, trabalho que contém seis canções de Layers of Love United tocadas ao vivo em formato acústico, num showcase, em Lisboa.

### Norton(2014)
Em Março de 2014 a banda lança Norton, o 4.º álbum, que teve como single de apresentação, "Magnets".
Com oito temas produzido por Eduardo Vinhas, Norton foi lançado em formato de CD e digital e teve ainda uma edição limitada em vinil vermelho, bem como uma edição japonesa.
Mais uma vez, a digressão que sucedeu ao novo trabalho extrapolou o território nacional saltando a fronteira até Espanha.
No início de 2015 lançam a versão para "Lady (Hear Me Tonight)" dos Modjo, a convite da Antena 3 para a celebração dos 20 anos da rádio pública.
Em Outubro de 2015 fazem a sua primeira digressão no Japão, com três espectáculos em nome próprio e, um como headliners, no festival Spin.Discovery.
Em Dezembro de 2017 encerram a digressão do álbum com um espectáculo no Centro Cultural de Belém, em Lisboa.

### Changes(2019)
Cinco anos depois da edição do último álbum, a banda lançou o novo single "Changes" a 4 de Outubro.
"Changes" conta um teledisco rodado nas bonitas paisagens de Santa Cruz, Torres Vedras e tem como protagonista a longboarder russa Valeriya Gogunskaya.

### Heavy Light(2020)
A 22 de Janeiro a banda anuncia que vai ter novo álbum com o nome "Heavy Light". No mesmo dia lançam, "Passengers", o segundo single do disco, acompanhado de um videoclip com imagens da digressão pelo Japão.
A 11 de Março editam '1997' o terceiro single de avanço para o novo disco.
"Heavy Light" foi editado a 3 de Julho de 2020 e a sua digressão de apresentação teve quase todos os espectáculos cancelados ou adiados devido ao plano global de contingência.
A 2 de Julho de 2021 a banda lançou "Galaxies - New Atlantis" um remix feito por Peter Kember / Sonic Boom, antigo elemento de bandas como Spacemen 3 e Spectrum, e produtor de bandas como MGMT, Beach House ou Panda Bear.
Em Outubro a banda apresentou o novo disco pela primeira vez em Lisboa (Teatro Maria Matos) e no Porto (Auditório CCOP). Lançou também o novo single "Young Blood (Daylight)" com a participação de Filipa Leão, vocalista dos extintos Jaguar.
A 4 de Novembro do mesmo ano são anunciados como um dos 16 compositores convidados para participar no Festival da Canção 2022, e em Janeiro de 2022 lançam o single "Hope" - a canção que apresentaram no Festival e que teve uma óptima reacção da crítica.
Em Outubro de 2023, o tema "Young Blood (Daylight)" é editado na colectânea sonora albicastrense - Super Castelo Branco - Volume II.

## Integrantes

### Formação actual
- Pedro Afonso - voz, guitarra (2002-)[7][35][36]
- Rodolfo Matos - bateria (2002-)[7][35][36]
- Leonel Soares - baixo (2002-)[7][36]
- Manuel Simões - guitarra (2009-)[25][36]

### Ex-integrantes
- Carlos Nunes - guitarra (2002-2004)[7]
- Alexandre Rodrigues - voz (2002-2010)[1][7]

## Discografia

### Álbuns de estúdio
- Pictures From Our Thoughts (2004 - CD / Digital - Skud & Smarty Records / Bor Land)[7]
- Kersche (2007 - CD/ Digital - Skud & Smarty Records; 2008, CD (Japão), Say Hello To Never Recordings)[18][51]
- Layers of Love United (2011 - CD, Vinil, Digital - Skud & Smarty Records; 2011 CD (Japão), This Time Records)[28][29][32]
- Norton (2014 - CD, Vinil, Digital - Skud & Smarty Records; CD (Japão), This Time Records)[39][40][41]
- Heavy Light (2020 - CD, Vinil, Cassete, Digital - Skud & Smarty Records) [52]

### Álbuns de remisturas
- Frames > Remixes & Versions (2005, CD, Transformadores / Blitz)[14]
- Kersche Remixed (2008, MP3, Aerotone)[19][20]

### Singlese EP
- Make Me Sound E. P. (EP, 2003, CD, Bor Land, Skud & Smarty Records)[4][53]
- "Swirling Sound" (2004, CD Single, Skud & Smarty Records, Promo)[54]
- "Cinnamon & Wine" (2007, CD Single, Skud & Smarty Records)[55]
- "Pump Up The Jam" (2009, CD Single / Digital, Skud & Smarty Records)[56]
- "Make It Last" (2010, CD Single / Digital, Skud & Smarty Records)[57]
- "Two Points" (2011, CD Single / Digital, Skud & Smarty Records)[58]
- "Coastline" (2011, CD Single / Digital, Skud & Smarty Records)[59]
- "Charlie" (2012, CD Single / Digital, Skud & Smarty Records)[60]
- Live Acoustic E.P. (EP, 2012, CD / Digital, Skud & Smarty Records)[33]
- "Magnets" (2014, CD Single / Digital, Skud & Smarty Records)[61]
- "Brava" (2014, CD Single / Digital, Skud & Smarty Records)[62]
- "Lady (Hear Me Tonight)" (2015, CD Single / Digital, Skud & Smarty Records)[63]
- "Changes" (2019, Digital, Skud & Smarty Records)
- "Passengers" (2020, Digital, Skud & Smarty Records)
- "1997" (2020, Digital, Skud & Smarty Records)
- "Madrugada" (2020, Digital, Skud & Smarty Records)
- "Galaxies - New Atlantis (Sonic Boom Remix) (2021, Digital, Skud & Smarty Records)
- "Young Blood (Daylight) ft. Filipa Leão (2021, Digital, Skud & Smarty Records)
- "Hope" (2022, Digital, Universal Music Portugal / Skud & Smarty Records)

### Compilações
- 007 (2003, CD, Bor Land) Tema:"Blue Song"[5][6]
- Rock Sound Magazine (2003, CD, Rock Sound) Tema: "Summer Beat"
- Losing Today Magazine (2005, CD, Losing Today (Itália) Tema:"Summer Beat"
- Adieu - Snowskate Movie (2005, DVD, Switchfilms (Noruega) Tema:"Chocolate"
- Super Castelo Branco (2005, CD, Skud & Smarty Records, Revista Raia) Tema e vídeo:"Swirling Sound"[10][64]
- Can Take You Anywhere You Want (2005, 2xCD, Bor Land) Tema:"Chocolate"[13][65]
- Novo Rock Português (2007, 2xCD, Chiado Records : Farol Música) Tema: "Swirling Sound"[12]
- Indiegente - 15 Anos (2012, 2xCD + 2xVinil, Chaosphere Recordings: Ragingplanet) Tema: "Into The Lights" [30][31]
- Dancin' Days (2012, CD, Universal Music, BSO da novela Dancin' Days) Tema: "Two Points"[66][67]
- Teenagers From Outer Space Comeback (2019, Vinil LP, Skud & Smarty Records) Tema:"Charlie"[68]
- Festival da Canção 2022 (2022, Digital / CD, Universal Music Portugal) Tema:"Hope"[69]
- Super Castelo Branco - Volume II (2023, Digital / CD Duplo, Skud & Smarty Records) Tema:"Young Blood (Daylight)"